# Distrito electoral federal 12 de Chiapas
El XII Distrito electoral federal de Chiapas es uno de los 300 distritos electorales en los que se encuentra dividido el territorio de México para la elección de diputados federales y uno de los 13 en los que se divide el estado de Chiapas. Su cabecera es la ciudad de Tapachula.
El distrito 12 de Chiapas se encuentra en el extremo sur de la entidad, principalmente formado por municipios de la región del Soconusco. Desde el proceso de distritación de 2017 lo conforman 7 municipios, que son: Cacahoatán, Frontera Hidalgo, Metapa, Suchiate, Tapachula, Tuxtla Chico y Unión Juárez.

## Distritaciones anteriores
El Distrito XII fue creado en el proceso de distritación de 1996, pues con anterioridad, entre 1979 y 1996 Chiapas únicamente tenía nueve distritos, en consecuencia el Distrito 12 ha elegido diputados a partir de la LVII Legislatura en 1997.

### Distritación 1996 - 2005
Entre 1996 y 2005 el territorio del distrito se diferenciaba del actual en que estaba en la totalidad del municipio de Tapachula, así como los de Cacahoatán y Unión Juárez, además de los restantes que siguen formando hasta hoy parte de este distrito.

### Distritación 2005 - 2017
El Distrito XII se encontraba ubicado en el extremo sur del estado de Chiapas, lo conforman los municipios de Frontera Hidalgo, Metapa, Suchiate, Tuxtla Chico y tres cuartas partes del municipio de Tapachula, quedando fuera del distrito únicamente el extremo norte de este municipio.

## Diputados por el distrito
| Diputado                     | Grupo parlamentario | Legislatura | Periodo     |
| ---------------------------- | ------------------- | ----------- | ----------- |
| Ranulfo Tonche Pacheco       |                     | LVII        | 1997 - 2000 |
| Adolfo Zamora Cruz           |                     | LVIII       | 2000 - 2003 |
| Carlos Pano Becerra          |                     | LIX         | 2003 - 2006 |
| Antonio de Jesús Díaz Athié  |                     | LX          | 2006 - 2009 |
| Sami David David             |                     | LXI         | 2009 - 2012 |
| Antonio de Jesús Díaz Athié  |                     | LXII        | 2012 - 2015 |
| Samuel Alexis Chacón Morales |                     | LXIII       | 2015 - 2018 |
| José Luis Elorza Flores      |                     | LXIV LXV    | 2018 - 2024 |
| Rosa Irene Urbina Castañeda  |                     | LXVI        | 2024 - 2027 |

## Resultados electorales

### 2009
|  | Partido Acción Nacional                        |  | Tomás Edelmann Blass   |
|  | Coalición Primero México (PRI, PVEM)           |  | Sami David David       |
|  | Partido de la Revolución Democrática           |  | Carlos Díaz Saldaña    |
|  | Coalición Salvemos a México (PT, Convergencia) |  | Romeo Ruiz Armento     |
|  | Partido Nueva Alianza                          |  | Socimo Villalobos Cruz |
|  | Partido Socialdemócrata                        |  | Martha Chapa Ibarra    |